# محمد سرور عثمانی فراهی
محمد سرور عثمانی فراهی (زاده ۱۳۱۵ ولایت فراه) سیاستمدار افغانستان و نماینده مردم ولایت فراه در دوره شانزدهم مجلس نمایندگان است. وی در مجلس شانزدهم نمایندگان افغانستان عضو کمیسیون عدلی و قضایی، اصلاحات اداری و مبارزه با فساد اداری می‌باشد.

## زندگی‌نامه
محمد سرور عثمانی فراهی زاده ۱۳۱۵ ولایت فراه می‌باشد. ایشان دارای مدرک فوق لیسانس در رشته اداره و نظارت و حقوق است.

## دیگر فعالیت‌ها
دیگر فعالیت‌های ایشان:
- معاون لیسه داود سجستانی نیمروز و تفتیش معارف هلمند(۱۳۴۶–۱۳۵۳).
- مدیر عمومی گمرک (۱۳۵۴).
- رئیس نظار شرکت هوایی باختر افغان الوتکه.
- رئیس تفتیش وزارت عدلیه و رئیس نظارت بر تطبیق قانون لوی څارنوالی.
- سر محاسب تصدی آبرسانی (۱۳۶۴).
- عضو تفتیش و کنترل شورای وزیران (۱۳۶۴–۱۳۶۸).
- څارنوال، څارنوال نظارت تدقیق و مطالعات و تنازع صلاحیت محاکم (۱۳۷۱–۱۳۷۷).
- کارمند ریاست مبارزه با ارتشأ (۱۳۸۲–۱۳۸۶).
- مشاور حقوقی و حسابی آریانا (۱۳۸۶–۱۳۸۹).